# Campionati europei di atletica leggera indoor 2021 - Salto in alto maschile
Il concorso del salto in alto maschile ai campionati europei di atletica leggera indoor di Toruń 2021 si è svolto il 4 e il 6 marzo 2021 presso l'Arena Toruń.

## Podio
| Pos.    | Atleta            | Nazionalità |
| ------- | ----------------- | ----------- |
| Oro     | Maksim Nedasekau  | Bielorussia |
| Argento | Gianmarco Tamberi | Italia      |
| Bronzo  | Thomas Carmoy     | Belgio      |

## Record
| Record                | Record           | Record | Record                  | Record           |
| --------------------- | ---------------- | ------ | ----------------------- | ---------------- |
| Record del mondo      | Javier Sotomayor | 2,43 m | Budapest, Ungheria      | 4 marzo 1989     |
| Record europeo        | Carlo Thränhardt | 2,42 m | Berlino, Germania Ovest | 26 febbraio 1988 |
| Record dei campionati | Stefan Holm      | 2,40 m | Madrid, Spagna          | 6 marzo 2005     |

## Programma
| Data         | Ora   | Turno          |
| ------------ | ----- | -------------- |
| 4 marzo 2021 | 19:00 | Qualificazioni |
| 7 marzo 2021 | 11:25 | Finale         |

## Risultati

### Qualificazioni
Si qualificano alla finale gli atleti che raggiungono la misura di 2,28 m (Q) o i migliori 8 (q).
| Class | Atleta             | Nazione       | 2,04 m | 2,10 m | 2,16 m | 2,21 m | Risultato | Note |
| ----- | ------------------ | ------------- | ------ | ------ | ------ | ------ | --------- | ---- |
| 1     | Maksim Nedasekau   | Bielorussia   | -      | -      | o      | o      | 2,21 m    | q    |
| 1     | Gianmarco Tamberi  | Italia        | -      | -      | o      | o      | 2,21 m    | q    |
| 3     | Mateusz Przybylko  | Germania      | -      | o      | xo     | o      | 2,21 m    | q    |
| 4     | Adrijus Glebauskas | Lituania      | -      | o      | o      | xo     | 2,21 m    | q    |
| 4     | Dmytro Nikitin     | Ucraina       | -      | o      | o      | xo     | 2,21 m    | q    |
| 6     | Tobias Potye       | Germania      | -      | o      | xo     | xo     | 2,21 m    | q    |
| 7     | Thomas Carmoy      | Belgio        | -      | o      | o      | xxo    | 2,21 m    | q    |
| 8     | Dániel Jankovics   | Finlandia     | o      | xo     | o      | xxo    | 2,21 m    | q    |
| 9     | Oleh Doroshchuk    | Ucraina       | o      | o      | o      | xxx    | 2,16 m    |      |
| 9     | Tihomir Ivanov     | Bulgaria      | -      | -      | o      | xxx    | 2,16 m    |      |
| 11    | Jonas Wagner       | Germania      | -      | xo     | o      | xxx    | 2,16 m    |      |
| 12    | Daniel Kosonen     | Ungheria      | xxo    | o      | o      | xxx    | 2,16 m    |      |
| 13    | Joel Khan          | Gran Bretagna | -      | xxo    | xxo    | xxx    | 2,16 m    |      |
| 14    | Juozas Baikštys    | Lituania      | -      | o      | xxx    |        | 2,10 m    |      |

### Finale
| Class   | Atleta             | Nazione     | 2,10 | 2,15 | 2,19 | 2,23 | 2,26 | 2,29 | 2,31 | 2,33 | 2,35 | 2,37 | 2,40 | Risultato | Note                                    |
| ------- | ------------------ | ----------- | ---- | ---- | ---- | ---- | ---- | ---- | ---- | ---- | ---- | ---- | ---- | --------- | --------------------------------------- |
| Oro     | Maksim Nedasekau   | Bielorussia | -    | -    | o    | xo   | o    | xo   | o    | o    | xx-  | o    | xxx  | 2,37 m    | Miglior prestazione mondiale stagionale |
| Argento | Gianmarco Tamberi  | Italia      | -    | -    | -    | o    | o    | o    | o    | xo   | xo   | xxx  |      | 2,35 m    | =                                       |
| Bronzo  | Thomas Carmoy      | Belgio      | o    | o    | o    | xxo  | o    | xxx  |      |      |      |      |      | 2,26 m    |                                         |
| 4       | Tobias Potye       | Germania    | o    | o    | xo   | o    | xo   | xxx  |      |      |      |      |      | 2,26 m    | =                                       |
| 5       | Adrijus Glebauskas | Lituania    | -    | o    | o    | o    | xxx  |      |      |      |      |      |      | 2,23 m    |                                         |
| 5       | Dmytro Nikitin     | Ucraina     | o    | o    | o    | o    | xx-  | x    |      |      |      |      |      | 2,23 m    |                                         |
| 7       | Mateusz Przybylko  | Germania    | o    | o    | o    | x-   | xr   |      |      |      |      |      |      | 2,19 m    |                                         |
| 8       | Dániel Jankovics   | Ungheria    | o    | xo   | o    | xxx  |      |      |      |      |      |      |      | 2,19 m    |                                         |